# 3499 Hoppe
3499 Hoppe este un asteroid din centura principală, descoperit pe 3 noiembrie 1981 de Freimut Börngen și K. Kirsch.